# Berceni (Boekarest)

de locatie van Berceni in Boekarest

Berceni is een wijk van Boekarest, de hoofdstad van Roemenië.
De huzaren van Bercsényi werden voor het eerst vermeld na de onderdrukking in de Hongaarse Koeroekoorlog, in het begin van de 18e eeuw. De huzaren vertrokken naar Boekarest, naar tegenwoordig Berceni.
Districten: Sector 1 · Sector 2 · Sector 3 · Sector 4 · Sector 5 · Sector 6

Wijken: Băneasa · Berceni · Centru Civic · Colentina · Cotroceni · Crângași · Dristor · Drumul Taberei · Dudești · Ferentari · Floreasca · Giulești · Iancului · Lipscani · Militari · Obor · Olteniţei · Pantelimon · Pipera · Rahova · Tei · Titan · Văcăreşti · Vitan